# 福井正明 (政治家)
福井 正明（ふくい まさあき、1952年〈昭和27年〉1月16日 - ）は、日本の政治家。元滋賀県高島市長（3期）。

## 来歴
滋賀県安曇川町（現・高島市）出身。安曇川町立安曇小学校、安曇川町立安曇川中学校、滋賀県立高島高等学校、立命館大学法学部卒業。1970年（昭和45年）、安曇川町役場に入庁。1972年（昭和47年）、滋賀県庁に入庁。
2003年（平成15年）4月、市町村合併推進支援室長に就任。2005年（平成17年）1月1日、出身地の安曇川町はマキノ町、今津町、新旭町、高島町、朽木村と合併し廃止。高島市が誕生する。
2012年（平成24年）3月、滋賀県庁を退職。同年4月、滋賀県病院事業庁長に就任。10月、同職を辞職。
2013年（平成25年）1月27日に行われた高島市長選挙に出馬し、現職の西川喜代治を破り初当選した。2月13日、市長就任。選挙の結果は以下のとおり。
※当日有権者数：42,990人 最終投票率：72.14%（前回比：-4.11pts）
| 候補者名   | 年齢 | 所属党派 | 新旧別 | 得票数   | 得票率 | 推薦・支持 |
| ---------- | ---- | -------- | ------ | -------- | ------ | ---------- |
| 福井正明   | 61   | 無所属   | 新     | 16,789票 | 54.86% |            |
| 西川喜代治 | 64   | 無所属   | 現     | 13,816票 | 45.14% |            |

2017年（平成29年）1月29日に行われた高島市長選挙に出馬し、新人の熊谷ももを破り再選。選挙の結果は以下のとおり。
※当日有権者数：42,619人 最終投票率：66.19%（前回比：-5.95pts）
| 候補者名 | 年齢 | 所属党派 | 新旧別 | 得票数   | 得票率 | 推薦・支持 |
| -------- | ---- | -------- | ------ | -------- | ------ | ---------- |
| 福井正明 | 65   | 無所属   | 現     | 18,714票 | 67.84% |            |
| 熊谷もも | 40   | 無所属   | 新     | 8,871票  | 32.16% |            |

2021年（令和3年）1月31日に行われた同選挙で、元副市長の山口知之を破り3選。
※当日有権者数：40,582人 最終投票率：68.16%（前回比：+1.97pts）
| 候補者名 | 年齢 | 所属党派 | 新旧別 | 得票数   | 得票率 | 推薦・支持 |
| -------- | ---- | -------- | ------ | -------- | ------ | ---------- |
| 福井正明 | 69   | 無所属   | 現     | 14,030票 | 51.20% |            |
| 山口知之 | 61   | 無所属   | 新     | 13,374票 | 48.80% |            |

2025年（令和7年）1月28日に行われる同選挙には出馬せず今季限りで引退する。

## 市政・人物
新型コロナウイルス対策
2020年（令和2年）5月28日、新型コロナウイルス対策の財源に充てるため、自身の6月期末手当を30％減額すると発表した。副市長については20％減額し、教育長も減額する。
迂回献金疑惑
2020年（令和2年）10月15日、福井は自身が代表を務める資金管理団体「高島未来研究会」に200万円を寄付。同日、「高島未来研究会」は政治団体「福井正明後援会」に同額を寄付した。政治資金規正法の規定で、福井個人では政治団体である後援会に寄付できる金額は年間150万円までだが、資金管理団体を経由することで、見かけ上は合法に上限超えの寄付をしていたこととなる。神戸学院大学教授の上脇博之は「後援会に上限の150万円以上の金を寄付するために制度を悪用した違法な迂回献金だ」と指摘した。
2021年（令和3年）1月4日、福井は「高島未来研究会」に150万円を寄付。同日、「高島未来研究会」は政治団体「福井正明後援会」に同額を寄付した。